# John Ireland (Komponist)

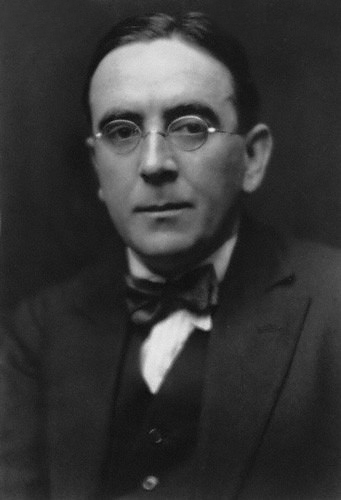
John Ireland,
ca. 1920

John Nicholson Ireland (* 13. August 1879 in Bowdon bei Manchester; † 12. Juni 1962 in Washington, England) war ein englischer Komponist.

## Leben
Ireland entstammte einer Familie schottischer Herkunft. Seine Eltern verstarben bald nachdem er mit 14 Jahren an das Royal College of Music in London aufgenommen worden war. Er studierte dort Klavier und Orgel, später auch Komposition bei Charles Villiers Stanford. Anschließend wurde er am College selbst Lehrer. Zu seinen Schülern gehörten Ernest John Moeran (der ihn bewunderte) und Benjamin Britten (der die Stunden bei Ireland wenig interessant fand). Er wirkte außerdem als Organist und Chorleiter an der St. Luke’s Church, Chelsea, London. Ireland besuchte häufig die Kanalinseln und ließ sich durch deren Landschaft inspirieren; von dort wurde er evakuiert, kurz bevor die deutsche Invasion während des Zweiten Weltkriegs erfolgte. Ireland wurde 1953 pensioniert und lebte bis zu seinem Tode in Sussex.

## Werk
Von Stanford übernahm Ireland eine gründliche Kenntnis der Musik von Beethoven, Brahms und anderer deutscher Klassiker, als junger Mann jedoch wurde er ebenfalls stark beeinflusst von Debussy und Ravel, wie auch den früheren Werken von Strawinski und Bartók. Unter diesen Einflüssen entwickelte er seinen eigenen Stil eines „englischen Impressionismus“, der sich eher auf russische und französische Vorlagen bezog als auf den vorherrschenden englischen Volkslied-Stil.
Wie die meisten impressionistischen Komponisten bevorzugte Ireland kleine Formen und schrieb weder Sinfonien noch Opern, allerdings gehört das Klavierkonzert Es-Dur zu seinen besten Werken. Sein Schaffen umfasst Kammermusik und eine größere Anzahl von Klavierwerken, eingeschlossen sein bekanntestes Stück The Holy Boy, von dem zahlreiche Arrangements existieren. Seine Lieder nach Gedichten von A. E. Housman, Thomas Hardy, Christina Rossetti, John Masefield und Rupert Brooke sind eine Bereicherung des englischen Vokalrepertoires. Infolge seiner Stellung an der St. Luke’s Church schrieb er darüber hinaus Hymnen, Chorlieder und andere geistliche Chormusik. Manche seiner Werke, etwa die populäre A Downland Suite, wurden von seinem Schüler Geoffrey Bush vervollständigt oder neu gefasst.

### Werke für Orchester
- 1899 Tritons Symphonic Prelude for Orchestra
- 1903–1904 Orchestral Poem in A minor
- 1917–1918 The Forgotten Rite Prelude for orchestra
- 1930 Concerto for piano and orchestra
- 1933 Legend for piano and orchestra
- 1936 A London Overture
- 1939 Concertino pastorale for String Orchestra
  - Eclogue
  - Threnody
  - Toccata
- 1939 Eclogue – Concertino Pastorale for String Orchestra

### Werke für Blasorchester u. Brass-Bands
- 1932 A Downland Suite for Brass-Band
  - Prelude
  - Elegy
  - Minuet
  - Round
- A Downland Suite for concert band
- 1934 Comedy Overture for Brass-Band
- Comedy Overture for concert band
- 1947 Man in his labour rejoiceth for Chorus and Brass-Band
- Epic March
- 1944 The Maritime Overture for concert band

### Kammermusik
- 1898 Sextett für Klarinette, Horn und Streichquartett
- 1906 Phantasie a-Moll für Klaviertrio
- 1908–1909 rev.1917 Sonate Nr. 1 d-Moll für Violine und Klavier
- 1915–1917 Sonate Nr. 2 a-Moll für Violine und Klavier
- 1917 Klaviertrio Nr. 2 E-Dur
- 1923 Sonate für Violoncello und Klavier
- 1938 Klaviertrio Nr. 3 E-Dur
- 1943 Fantasy Sonata für Klarinette und Klavier

### Chormusik
- 1890 The Peaceful Western Wind
- 1898 Vexilla Regis for Chorus, Brass and Organ
- 1907 Pater Noster – The Lord's Prayer
- 1907 Te Deum in F for Choir and Organ
- 1910 A Laughing Song
- 1911 In Praise of Neptune
- 1912 Greater love hath no man Motet for choir and organ
- 1919 Fraternity hymn tune
- 1921 Fain would I change that note
- 1936–1937 These things shall be Cantata for Bariton (or Tenor) Chorus and Orchestra
- 1940 Missa Brevis – Missa Sancti Stephani for Chorus
- 1942 Immortality

### Filmmusik
- 1946–1947 The Overlanders Film score
  - March: Scorched Earth
  - Romance: Mary and the Sailor
  - Intermezzo: Open Country
  - Scherzo: Brumbies
  - Finale: Night Stampede

### Klaviermusik
- 1895 In those days: Daydream, Meridian
- 1900 A Sea Idyll
- 1912 Decorations: The Island Spell, Moon-Glade, The Scarlet Ceremonies
- 1913 The Almond Tree
- 1913 Three Dances: Gipsy dance, Country dance, Reaper's dance
- 1913–1915 Preludes: The Undertone, Obsession, The Holy Boy, Fire of Spring
- 1915 Rhapsody
- 1917–1920 London Pieces: Chelsea Reach, Ragamuffin, Soho forenoons
- 1918 Leaves from a Child's Sketchbook: By the mere, In the meadow, The hunt's up
- 1918 Merry Andrew
- 1918 The Towing Path
- 1918–1920 Sonata (in E minor-major), 1924 bei den II. Weltmusiktagen der Internationalen Gesellschaft für Neue Musik (ISCM World Music Days) in Salzburg aufgeführt.[1][2]
- 1919 Summer Evening
- 1921 The Darkened Valley
- 1921 Two Pieces: For Remembrance, Amberley Wild Brooks
- 1922 On a birthday morning
- 1922 Equinox
- 1922 Soliloquy
- 1924 Prelude in E flat major
- 1924–1925 Two Pieces: April, Bergomask
- 1926–1927 Sonatina, 1929 bei den VII. Weltmusiktagen der Internationalen Gesellschaft für Neue Musik (ISCM World Music Days) in Genf aufgeführt.[3][4]
- 1927 Spring will not wait
- 1929 Ballade
- 1929–1930 Two Pieces: February's Child, Aubade
- 1933 Month's Mind
- 1937 Green Ways: Three Lyric Pieces: The Cherry Tree, Cypress, The Palm and May
- 1940–1941 Sarnia: An Island Sequence: Le Catioroc, In an May Morning, Song of the Springtides
- 1941 Three Pastels: A Grecian Lad, The Boy Bishop, Puck's Birthday
- 1949 Columbine
- publ.1968 Ballade of London Nights (op.posth.)